# Piotr Gołaszewski
Piotr Gołaszewski – polski duchowny adwentystyczny, skarbnik Kościoła Adwentystów Dnia Siódmego w RP.

## Życiorys
Działalność kościelną zaczynał jako kolporter, a następnie ewangelista w Diecezji wschodniej Kościoła Adwentystów Dnia Siódmego w RP. Przyczynił się między innymi do odnowienia w 2008 roku pracy ewangelizacyjnej w Ostrowi Mazowieckiej, która doprowadziła do późniejszego powstania zboru w Zambrowie. Zaangażowany był również w prace ewangelizacyjną na terenie Ostrołęki. 
W 2019 został wybrany skarbnikiem Diecezji południowej tegoż Kościoła.
26 maja 2023 podczas XXIII Zjazdu Kościoła Adwentystów Dnia Siódmego w RP został wybrany na nowego skarbnika Kościoła, zastępując na tym stanowisku urzędującego od 1993 roku Maksymiliana Adama Szklorza. Jako skarbnik jest członkiem trzyosobowego Zarządu Kościoła, a także radnym Rady Kościoła.